# Oriëntjuffers (familie)
Euphaeidae zijn een familie van juffers (Zygoptera), een van de drie suborden van de libellen (Odonata). De familie telt 9 beschreven geslachten en 69 soorten.

## Taxonomie
De familie kent de volgende geslachten:
- Anisopleura Selys, 1853
- Bayadera Selys, 1853
- Cryptophaea Hämäläinen, 2003
- Cyclophaea Ris, 1930
- Dysphaea Selys, 1853
- Epallage Charpentier, 1840
- Euphaea Selys, 1840
- Heterophaea Cowley, 1934
- Schmidtiphaea Asahina, 1978